# De Havilland Moth Minor
de Havilland DH.94 Moth Minor là một loại máy bay du lịch/huấn luyện hai chỗ của Anh trong thập niên 1930, do hãng de Havilland ở Hatfield Aerodrome, Anh và de Havilland Australia ở Bankstown Aerodrome, Australia chế tạo.

## Biến thể
- DH.94 Moth Minor:
- Moth Minor Coupe:

## Quốc gia sử dụng

### Quân sự
Úc
- Không quân Hoàng gia Australia

 India
- Không quân Hoàng gia Ấn Độ

 New Zealand
- Không quân Hoàng gia New Zealand

 South Africa
- Không quân Nam Phi

 Anh Quốc
- Không quân Hoàng gia
- Hải quân Hoàng gia

 Hoa Kỳ
- Quân đoàn Không quân Lục quân Hoa Kỳ

## Tính năng kỹ chiến thuật
Dữ liệu lấy từ British Civil Aircraft since 1919, Vol 2 
Đặc điểm tổng quát
- Kíp lái: 2
- Chiều dài: 24 ft 5 in (7,44 m)
- Sải cánh: 36 ft 7 in (11,15 m)
- Chiều cao: 6 ft 4 in (1,93 m)
- Diện tích cánh: 162 ft² (15,05 m²)
- Trọng lượng rỗng: 983 lb (446 kg)
- Trọng lượng cất cánh tối đa: 1.550 lb (703 kg)
- Động cơ: 1 × de Havilland Gipsy Minor, 90 hp (67 kw)

 Hiệu suất bay 
- Vận tốc cực đại: 103 kn (118 mph, 190 km/h)
- Vận tốc hành trình: 87 kn (100 mph, 161 km/h)
- Tầm bay: 261 nmi (300 mi, 483 km)
- Trần bay: 16.500 ft (5.030 m)
- Vận tốc lên cao: 620 ft/phút (3,15 m/s)
- Tải trên cánh: 9,57 lb/ft² (46,7 kg/m²)
- Công suất/trọng lượng: 0,058 hp/lb (0,095 kW/kg)